# Hymns
Hymns — шестой студийный альбом британской индастриал-метал группы Godflesh, выпущенный 23 октября 2001 года на лейбле Music for Nations.

## Об альбоме
Hymns был первым альбомом, который записывался в профессиональной студии. Так же Godflesh впервые записали барабаны живьём в студии, в качестве ударника выступил Тед Пэрсонс. Пэрсонс позже заявлял, что на записи в профессиональной студии настоял лейбл. Финальная песня альбома «Jesu» стала названием следующего проекта Джастина Броадрика, после того как он распустил Godflesh в апреле 2002 года.
Джастин Броадрик говорил, что Hymns был реакцией на их предыдущий альбом Us and Them, который он «абсолютно чертовски ненавидел», потому что он на этом альбоме «просто потерял из виду то, каким должен быть Godflesh». В отличие от Us and Them, Броадрик описал Hymns как «новое начало»:
На этом альбоме чувствуется, что это новое начало для группы. Мы очень рады, что Тед Парсонс работал вместе с нами в студии. В отличие от прошлых альбомов, Тед записался с нами живьём в студии... Кроме того, этот альбом был записан в профессиональной студии , а не нашей собственной студии. Это была огромная студия с большим количеством людей, помогавших нам получить звук, который мы хотели. Это был отличный опыт для нас...

## Релиз
Hymns был выпущен 23 октября 2001 года на лейбле Music for Nations. Ремастированная версия Hymns, содержащая дополнительные бонус-треки, была выпущена 19 февраля 2013 года.

## Список композий
| №   | Название | Длительность |
| --- | --- | ------------ |
| 1.  | «Defeated» | 6:05         |
| 2.  | «Deaf, Dumb and Blind»                                                                                            | 4:24         |
| 3.  | «Paralyzed» | 5:08         |
| 4.  | «Anthem» | 5:24         |
| 5.  | «Voidhead» | 4:41         |
| 6.  | «Tyrant» | 4:05         |
| 7.  | «White Flag» | 6:25         |
| 8.  | «For Life» | 5:10         |
| 9.  | «Animals» | 3:52         |
| 10. | «Vampires» | 6:28         |
| 11. | «Antihuman» | 4:23         |
| 12. | «Regal» | 4:37         |
| 13. | «Jesu» (заканчивается на 6:00, после чего наступает тишина, а затем на 7:03 начинается скрытый трек без названия) | 12:48        |

| №   | Название                                             | Длительность |
| --- | ---------------------------------------------------- | ------------ |
| 14. | «Voidhead» (demo 2012 mix)                           | 4:51         |
| 15. | «Vampires» (demo 2012 mix)                           | 6:09         |
| 16. | «Deaf, Dumb & Blind» (demo 2012 remastered)          | 4:37         |
| 17. | «Anthem» (demo 2012 remastered)                      | 5:21         |
| 18. | «Paralyzed» (demo 2012 remastered)                   | 5:09         |
| 19. | «For Life» (demo 2012 remastered)                    | 5:11         |
| 20. | «If I Could Only Be What You Want» (2012 remastered) | 5:04         |

## Участники записи
Godflesh
- Джастин Броудрик (J. K. Broadrick) — электрогитара, вокал, микширование
- Бен Грин (G.C. Green) — бас-гитара
- Тед Пэрсонс (T. Parsons) — ударные